# Хауроко
Хауроко — озеро, расположенное в горной долине в национальном парке Фьордленд на Южном острове Новой Зеландии. Озеро, вытянутое в форме буквы S, имеет в длину 40 км и занимает площадь 63 км². Поверхность озера находится на высоте 150 метров над уровнем моря, глубина озера — 463 м. Это самое глубокое озеро в Новой Зеландии и 17-е по глубине во всем мире.
Являясь одним из самых южных озёр в стране, оно находится в 35 км к северо-западу от посёлка Туатапере (Tuatapere), между похожими по размеру озёрами Моноваи (Monowai) и Потеритери (Poteriteri). Из озера вытекает 20-километровая река Уаираурахири (Wairaurahiri).